# Eliete Negreiros
Eliete Negreiros (29. listopadu 1951, São Paulo, Brazílie) je brazilská zpěvačka stylu MPB, spojovaná především s obdobím Vanguarda Paulista (1979–1985).

## Život a kariéra
Eliete Negreiros pochází z hudební rodiny, matka byla pianistkou a strýc hráčem na mandolinu. Hudbě se věnovala od dětství, zpěvu se učila na Conservatório de Música. Později pak vystudovala filosofii na universitě v São Paulu (Universidade de São Paulo). Dráhu zpěvačky zahájila v 70. letech, kdy koncertovala v Mexiku a USA jako zpěvačka brazilských skupin populární hudby.
Své první hudební album Outros sons vydala Eliete Negreiros po návratu do Brazílie v roce 1982. Album jí přineslo cenu APCA v kategorii „Objev roku“.
V roce 1992 vydala zpěvačka album Canção brasileira, a nossa bela alma a získala druhou cenu APCA, tentokrát v kategorii „Nejlepší zpěvačka“. Známé brazilské písně zařadila Eliete Negreiros na album Dezesseis canções de tamanha ingenuidade z roku 1996.

## Diskografie
- Outros sons, 1982 (Vôo Livre), LP
- MPB, 1983 (Pasquim), LP
- Ângulos: tudo está dito, 1986 (Copacabana), LP
- Eliete Negreiros, 1989 (Continental), LP a CD
- Canção brasileira, a nossa bela alma, 1992 (Camerati), CD
- Dezesseis canções de tamanha ingenuidade, 1996 (Eldorado), CD